# Canon eucharistique
Le Canon eucharistique est dans les Églises d'Orient — Églises orthodoxes et Églises catholiques de rite byzantin — une longue prière constitutive de l'anaphore qui accompagne le sacrifice eucharistique lors de la Divine Liturgie.
Dans la Liturgie de Saint Jacques, les composantes de l'anaphore sont :
- le Sanctus ;
- le Canon eucharistique ;
- l'Épiclèse ;
- L'hymne à Théotokos ;
- l'Axion Estin.